# Santa Maria (Isabela)
Santa Maria is een gemeente in de Filipijnse provincie Isabela in het noordoosten van het eiland Luzon. Bij de laatste census in 2007 had de gemeente bijna 21 duizend inwoners.

## Geografie

### Bestuurlijke indeling
Santa Maria is onderverdeeld in de volgende 20 barangays:
| - Bangad - Buenavista - Calamagui East - Calamagui North - Calamagui West - Divisoria - Lingaling - Mozzozzin North - Mozzozzin Sur - Naganacan | - Poblacion 1 - Poblacion 2 - Poblacion 3 - Quinagabian - San Antonio - San Isidro East - San Isidro West - San Rafael East - San Rafael West - Villabuena |

## Demografie
Santa Maria had bij de census van 2007 een inwoneraantal van 20.695 mensen. Dit zijn 580 mensen (2,9%) meer dan bij de vorige census van 2000. De gemiddelde jaarlijkse groei komt daarmee uit op 0,39%, hetgeen lager is dan het landelijk jaarlijks gemiddelde over deze periode (2,04%). Vergeleken met de census van 1995 is het aantal mensen met 1.233 (6,3%) toegenomen.

De bevolkingsdichtheid van Santa Maria was ten tijde van de laatste census, met 20.695 inwoners op 140 km², 147,8 mensen per km².